# Ситенское
Ситенское — озеро в Хрединской волости Стругокрасненкого района Псковской области, в 27 км к юго-востоку от посёлка Струги Красные, у границы с Порховским районом, в 7 км к западу от села Павы — волостного центра этого района.
Площадь — 1,2 км² (118 га). Максимальная глубина — 9,0 м, средняя глубина — 4,0 м.
Сточное. Относится к бассейну реки Ситня, притоку Шелони. С Ситней соединено небольшой речкой Шишолка.
Тип озера плотвично-окуневый. Массовые виды рыб: щука, плотва, окунь, красноперка, налим, карась, вьюн; раки.
Для озера характерны отлогие и низкие берега, большей частью заболоченные, лес, болото; илистое дно, коряги, сплавины.